# Nawabganj (Unnao)
Nawabganj es un pueblo y nagar Panchayat situado en el distrito de Unnao en el estado de Uttar Pradesh (India). Su población es de 11545 habitantes (2011). 

## Demografía
Según el censo de 2011 la población de Nawabganj era de 11545 habitantes, de los cuales 5968 eran hombres y 5577 eran mujeres. Nawabganj tiene una tasa media de alfabetización del 70,60%, superior a la media estatal del 67,68%: la alfabetización masculina es del 75,22%, y la alfabetización femenina del 65,63%.